# Ícolo e Bengo
Ícolo e Bengo  è una municipalità dell'Angola appartenente alla Provincia del Bengo. Ha 58.830 abitanti (stima del 2006) ed una superficie di 3.819 km².
Il principale comune è Catete.